# Volksbank Kaiserslautern
Die Volksbank Kaiserslautern eG ist eine deutsche Genossenschaftsbank mit Sitz in Kaiserslautern (Rheinland-Pfalz). Das Geschäftsgebiet erstreckt sich über Kaiserslautern, Teile der Landkreise Kaiserslautern und Südwestpfalz, die Stadt Kusel im Landkreis Kusel sowie den westlichen Donnersbergkreis (ehemaliger Landkreis Rockenhausen).

## Geschichte
Die Volksbank Kaiserslautern eG wurde 1864 gegründet und trägt seit September 2016 ihren heutigen Namen (letztmals fusionierte die Bank rückwirkend zum 1. Januar 2016 mit der VR-Bank Westpfalz eG).

## Rechtsgrundlagen
Rechtsgrundlagen der Bank sind ihre Satzung  und das Genossenschaftsgesetz. Die Organe der Genossenschaftsbank sind der Vorstand, der Aufsichtsrat und die Vertreterversammlung. Die Bank ist der Sicherungseinrichtung des Bundesverbandes der Deutschen Volksbanken und Raiffeisenbanken e.V. angeschlossen, die aus dem Garantiefonds und dem Garantieverbund besteht.

## Niederlassungen
Die Volksbank Kaiserslautern eG ist an 21 Standorten vertreten.